# Ametrodiplosis veronicastrum
Ametrodiplosis veronicastrum är en tvåvingeart som beskrevs av Fedotova 2003. Ametrodiplosis veronicastrum ingår i släktet Ametrodiplosis och familjen gallmyggor. Inga underarter finns listade i Catalogue of Life.